# Macerata
Macerata é uma comuna italiana da região das Marcas, província de Macerata, com cerca de 41.020 habitantes. Estende-se por uma área de 92 km², tendo uma densidade populacional de 446 hab/km². Faz fronteira com Appignano, Corridonia, Montecassiano, Montelupone, Morrovalle, Pollenza, Recanati, Tolentino, Treia.

## Demografia
| Variação demográfica do município entre 1861 e 2011                               |
|                                                                                   |
| Fonte: Istituto Nazionale di Statistica (ISTAT) - Elaboração gráfica da Wikipedia |